# Lithophane rosinae
Lithophane rosinae är en fjärilsart som beskrevs av Rudolf Püngeler 1906. Lithophane rosinae ingår i släktet Lithophane och familjen nattflyn. Inga underarter finns listade i Catalogue of Life.